# فوضى (فلم 2001)
الفوضى (Chaos، إنتاج 2001)هو فيلم كوميديا-دراما فرنسي من تأليف وإخراج كولين سيرو.
```
وهناك مخطط لإنتاج الفيلم باللغة الإنكليزية من بطولة النجمتين 
ايشواريا راي
 
وميريل ستريب
.
[
1
]
```

## شخصيات الفيلم
- فانسان ليندون بدور بول
- كاثرين فرو كما هيلين
- رشيدة براكني بدور نعيمي/مليكة
- خط رينو بدور مامي بول الأم
- اويلين مييك بدور فابريس ابن هيلين بول،
- إيفان فرانيك بدور توكي
- ميشال لاغويري بدور مارسات
- وسيش بزونياك بدور البالية (وايضا فوجتيك بزونياك)
- اريك بولان بدور الشرطي
- عمر-الشريف عطا الله بدور طارق
- هاجر نوما بدور زورا
- كلوي لامبرت بدور فلورنسا
- ماري دينارنو بدور شارلوت
- جان-مارك ستيهلي بدور بلانشيت
- ليا دراكر بدور نيكول
- فاليري بنغويغي بدور ميديسين

## الجوائز والأوسمة
- جائزة سيزر: الممثلة الواعدة (رشيدة بريكاني) ترشيحات أفضل فيلم، أفضل كتابة، أفضل ممثلة وأفضل ممثلة في دور مساعد (لاين رينو) في عام 2002.
- جائزة لوميير: الممثلة الواعدة الممثلة (رشيدة بريكاني) في عام 2002.
- جائزتي اختيار الشعب واختيار النقاد في مهرجان النرويج السينمائي الدولي عام 2002.

## وصلات خارجية
- فوضى على موقع IMDb (الإنجليزية)
- فوضى على موقع ميتاكريتيك (الإنجليزية)
- فوضى على موقع روتن توميتوز (الإنجليزية)
- فوضى على موقع ألو سيني (الفرنسية)
- فوضى على موقع Turner Classic Movies (الإنجليزية)
- فوضى على موقع أول موفي (الإنجليزية)
- فوضى على موقع فيلمافينيتي (الإسبانية)
- فوضى على موقع قاعدة بيانات الفيلم (الإنجليزية)
- فوضى على موقع ليتربوكسد (الإنجليزية)
- فوضى على موقع كينوبويسك (الروسية)
- نيويورك تايمز - استعراض